# 訃報 1987年1月
訃報 1987年1月（ふほう 1987ねん1がつ）では、1987年（昭和62年）1月中に物故した、又は物故が報じられた人物についてまとめる。

## （1日 - 15日）
- 1月2日 - 杉本勝次、元福岡県知事（* 1895年）
- 1月6日 - 金沢良雄、法学者（* 1910年）
- 1月10日 - 高田瑞穂、近代文学者、ベストセラーとなった「新釈現代文」著者（* 1910年）
- 1月12日 - 大久保康雄、翻訳家（* 1905年）
- 1月12日 - 児玉進、映画監督（* 1926年）
- 1月13日 - 橋本福夫、翻訳家（* 1906年）
- 1月15日 - レイ・ボルジャー、俳優・歌手（* 1904年）

## （16日 - 31日）
- 1月16日 - 藤田省三、元中日ドラゴンズヘッドコーチ（* 1908年）
- 1月19日 - ローレンス・コールバーグ、心理学者（* 1927年）
- 1月21日 - 梶原一騎、小説家・映画プロデューサー（* 1936年）
- 1月25日 - 岩動道行、元科学技術庁長官（* 1913年）
- 1月29日 - 大西寛介、プロ野球選手（* 1921年）
- 1月31日 - 渡辺晋、芸能事務所社長、渡辺プロダクション創業者（* 1927年）